# Саманта Камерън
Саманта Камерън (на английски: Samantha Cameron; родена на 18 април 1971 г. в Лондон) е английска бизнес дама и съпруга на лидера на Консервативната партия Дейвид Камерън.
Тя е съсобственик на „Oka interior design and lighting shop“, бизнес свързан с луксозния дизайн в Нотинг Хил, Лондон. Тя е също креативен директор на Smythson, фирма за канцеларски принадлежности.

## Личен живот
С Камерън се запознава още като тийнейджърка чрез сестра му, която била една от най-добрите ѝ приятелки. Саманта и Дейвид Камерън се женят на 1 юни 1996 в Оксфордшир. Имат три деца, едно от които умира. 
Често е сочена за модна икона във Великобритания.

## Любопитно
Сериозни медии като Би Би Си съобщават, че тя има татуировка с делфин на глезена си, а като студентка по изкуствата в Бристол е била приятелка с хип-хоп звездата Трики.